# Thúy Mùi
Thúy Mùi (sinh năm 1963) là một nghệ sĩ nhân dân, nhà quản lý chèo trong làng chèo Việt Nam. Hiện bà là Chủ tịch Hội Nghệ sĩ Sân khấu Việt Nam khóa 9. Trước đó Thúy Mùi từng là Giám đốc nhà hát Chèo Hà Nội giai đoạn 2008 - 2018, Giám đốc Trung tâm Bảo tồn và Phát triển nghệ thuật truyền thống sân khấu Việt Nam giai đoạn 2018 - 2020  Bà cũng từng là đại biểu quốc hội Việt Nam khóa XII. 

## Tiểu sử
Nghệ sĩ chèo Thúy Mùi tên khai sinh là Trịnh Thị Mùi, sinh năm 1963 tại Khánh Mậu, Yên Khánh, Ninh Bình. Yên Khánh là vùng chèo nổi tiếng nhất ở Ninh Bình. Cha của Thúy Mùi là Trưởng ban Văn hóa xã Khánh Mậu, nơi có 5 đội chèo thường diễn với nhau vào những dịp tết đến, xuân về, dịp trung thu và ngày hội làng. Trước khi đến với nhà hát Chèo Hà Nội bà theo học chèo tại nhà hát Chèo Ninh Bình và đổi tên đệm theo tên Nghệ sĩ chèo Thúy Mùi của Đoàn chèo Sông Vân được bà thần tượng.

## Sự nghiệp
Thúy Mùi đã để lại dấu ấn mạnh mẽ trong lòng khán giả yêu chèo với một số vai đào thương như Ỷ Lan trong "Lý Thường Kiệt", nàng Mai trong "Người Thiên Đô", rồi mẹ Đốp trong "Quan âm Thị Kính". Năm 2011, Thúy Mùi đã nhận giải vàng trong Liên hoan sân khấu toàn quốc với vai bà già ra thành phố trước sự "tâm phục, khẩu phục" của BGK cũng như của các bạn nghề.
Năm 2015, Thúy Mùi được thành phố Hà Nội tôn vinh trong danh sách "10 công dân Thủ đô ưu tú" vì có đóng góp đặc biệt xuất sắc cho sự nghiệp xây dựng và phát triển Thủ đô. Dưới sự lãnh đạo của Thúy Mùi, Nhà hát Chèo Hà Nội là một đơn vị nghệ thuật chuyên nghiệp liên tục dẫn đầu các cuộc thi nghệ thuật sân khấu chèo tại hội diễn các năm 2011, 2013 và 2016.
Trên cương vị giám đốc nhà hát Chèo Hà Nội, Bà mạnh dạn đầu tư các vở diễn: "Oan khuất một thời" đến "Vương nữ Mê Linh", hay gần đây nhất là "Long thành diễn xướng", tiếp tục thực hiện dự án sân khấu học đường với vài chục tỉ đồng.
- Đã ra đời CD "Dịu ngọt lời ru" với các trích đoạn như "Hát ru đào liễu" (trích trong vở chèo cổ Tấm Cám); Thư tình hạ vị (trích trong vở Lưu Bình)...[8]
- CD thơ xuân "Hai sắc hoa ti gôn – Mưa xuân" phát hành trên toàn quốc bắt đầu từ ngày 26/1/2011 gồm 12 bài thơ như Mưa xuân, Người hàng xóm, Tương tư (Nguyễn Bính), Hai sắc hoa ti gôn (TTK), Núi đôi (Vũ Cao), Ông đồ (Vũ Đình Liên), Đây thôn Vỹ Dạ (Hàn Mặc Tử), Về đồng (Phạm Duy), Này em Thị Màu (Ngân Vịnh)… Phần phối khí mang màu sắc âm nhạc dân gian gồm những nhạc cụ như Đàn Tranh, Đàn bầu, Đàn Nguyệt… và phần dẫn chương trình của nghệ sĩ Lê Chức.
- Tham gia các CD "Gái quê", "Lỡ bước sang ngang"...

Khi nghỉ quản lý ở Nhà hát Chèo Hà Nội, Thúy Mùi được mời về phụ trách Trung tâm Bảo tồn và Phát triển nghệ thuật truyền thống sân khấu Việt Nam, trực thuộc Hội Nghệ sĩ sân khấu Việt Nam.
Sáng 13 tháng 1 năm 2020 tại Nhà hát Lớn Hà Nội, Hội nghệ sĩ Sân khấu Việt Nam tổ chức Đại hội đại biểu toàn quốc lần thứ 9 (nhiệm kỳ 2019-2024). Đại hội đã bầu Thúy Mùi làm Chủ tịch Hội Nghệ sĩ Sân khấu Việt Nam khóa 9. Hai phó Chủ tịch là Vương Duy Biên, nguyên Thứ trưởng Bộ VHTTDL; Giang Mạnh Hà, nguyên Phó Giám đốc Sở VHTTDL Đồng Nai.

## Giải thưởng
- Đạo diễn xuất sắc nhất giải trao cho vở diễn "Vương nữ Mê Linh" tại cuộc thi Nghệ thuật sân khấu chèo chuyên nghiệp toàn quốc Hải Phòng năm 2013. Đồng thời "Vương nữ Mê Linh" cũng giành huy chương vàng.[9]

PGS Tất Thắng đã nhận xét về Nghệ sĩ nhân dân Thúy Mùi như sau:
"Lo được cho anh em có đời sống vững vàng ở những năm sân khấu đầy thăng trầm thế này là cái tài của Thúy Mùi. Thế nhưng ở gương mặt nổi bật của sân khấu kịch hát này, tôi còn thấy cô ấy tràn đầy những khát vọng nghệ thuật và đã có thành công. Sân khấu hôm nay cần những nghệ sĩ, nhà quản lý tâm huyết như thế."